# Estación de Floreffe
La estación de Floreffe es una estación de tren belga situada en Floreffe, en la provincia de Namur, región Valona.
Pertenece a la línea  de S-Trein Charleroi.

## Situación ferroviaria
La estación se encuentra en la línea 130 (Namur-Charleroi).

## Intermodalidad
| Línea | Procedencia | Parada        | Destino          |
| ----- | ----------- | ------------- | ---------------- |
| 1     | NAMUR Gare  | FLOREFFE Gare | CHÂTELINEAU SNCB |